# (356217) Clymène
Pour les articles homonymes, voir Clymène.
Ne doit pas être confondu avec (104) Clymène.
(356217) Clymène, désignation internationale (356217) Clymene, est un astéroïde troyen jovien.

## Description
(356217) Clymène est un astéroïde troyen jovien, camp grec, c'est-à-dire situé au point de Lagrange L4 du système Soleil-Jupiter. Il présente une orbite caractérisée par un demi-grand axe de 5.289 UA, une excentricité de 0.089 et une inclinaison de 18.0° par rapport à l'écliptique.
Il est nommé en référence au personnage de la mythologie grecque Clymène, fille de Catrée, actrice du conflit légendaire de la guerre de Troie.